# 茂木一樹
茂木 一樹（もぎ かずき、1977年 - ）は日本のカメラマン。日本映画学校（現・日本映画大学）卒業。

## 略歴
1977年東京都生まれ。1999年日本映画学校卒業。フリーランスのカメラマンとして、雑誌、書籍等でポートレートを撮影。ほか、映画のスチール撮影にも携わる。また、映画カメラマンとしても活躍している。

## 主な作品

### スチール
- 『休暇』（2007年）

### 映画
- 『あんにょんキムチ』（2000年）
- 『愛のモルヒネ』（2007年）
- 『ブリュレ』（協力・2008年）

## 受賞歴
- 1998年 - アサヒカメラ年度賞
- 1999年 - 第19回 写真新世紀 佳作
- 2000年 - 第21回 写真新世紀 佳作